# آیاس
آیاس (به یونانی: Αἴας)، در اسطوره‌های یونان، که گهگاه آژاکس بزرگ یا ایجکس نیز خوانده شده، پسر تلامون پادشاه سالامیس، و پریبویا و برادر ناتنی تئوسر بود. پس از آشیل، او نیرومندترین قهرمان یونانی در جنگ تروا بود. آیاس مردی بزرگ و تنومند بود که یک سروگردن از بقیه یونانیان بلندتر بود، او بسیار نیرومند بود اما سخنران خوبی نبود. آیاس نقش به سزایی را در ایلیاد، اثر حماسی شاعر یونانی هومر در جنگ تروا ایفا می‌کند، در این کتاب اغلب به او لقب دیوار یا سد یونانیان را می‌دادند. نام او بعد از دیدن عقابی «aietos» توسط تلامون، قبل از تولدش برایش انتخاب گردید.

## شخصیت آیاس
در ایلیاد هومر، او را مردی با قد و قامت بلند و قوی‌ترین جنگجو در بین آخایوس‌ها توصیف کرده‌اند. او توسط سانتور کیرون (موجودی افسانه‌ای با بالا تنهٔ انسان و پایین‌تنه اسب که همچنین مربی پدرش تلامون و پدر آشیل، پلئوس نیز بود)، همزمان با آشیل آموزش دیده بود. او مردی خشمگین، دلیر، قوی و نیرومند و از طرفی دارای سطح هوشی بسیار بالا در مبارزات بود.
پس از آشیل، در کنار دیومدس یکی از باارزش‌ترین جنگجوها در لشکر آگاممنون به شمار می‌رفت، اما به زیرکی جنگجویایی همانند نستور، دیومدس و اودیسئوس نبود. به ارتشش فرمان داده بود، همه باید با خود سپری بزرگ درست شده از پوست هفت گاو دارای لایه برنزی حمل کنند. آیاس در هیچ‌کدام از جنگ‌های ایلیاد مجروح نشده بود و تنها شخصیت مهمی است که از هیچ‌یک از خدایان در جنگ‌ها کمک نگرفته‌است، اگرچه در کتاب ۱۳، پوزئیدون با ضربه‌ای، نیروی او را بازیابی نمود.

## جنگ تروآ

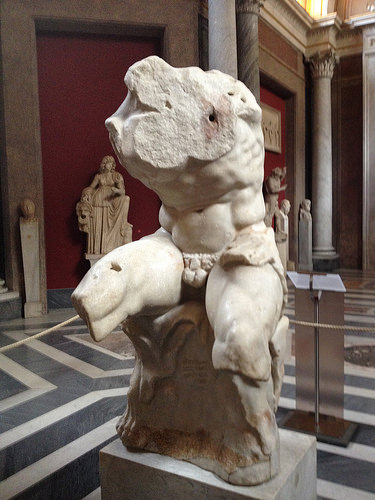
نیم تنه بلودره، مجسمه ای از مرمر که در قرن اول قبل از میلاد حک شده و آژاکس را به تصویر می کشد.

در جنگ تروا هکتور او را که شاه سالامیس بود، به جنگ تن به تن می‌خواند، دلیرانه می‌جنگند و شب هنگام از یکدیگر جدا می‌شوند؛ ولی پیش از جدایی، یکدیگر را می‌ستایند و به یکدیگر هدیه می‌دهند. هکتور به عنوان هدیه شمشیر و کمربند خود را به او می‌دهد. 
پس از فتح تروا آیاس و اودیسئوس به عنوان پاداش خواستار سلاح‌های آشیل شدند، هر دو قهرمان دربارهٔ شایستگی‌های خود برای بدست آوردن سلاح‌های آشیل سخنرانی می‌کردند اما اولیس برتری فراوانی در این زمینه بر آیاس داشت و جایزه به او داده شد. او که از این نتیجه بسیار خشمگین شده بود، قسم خورد که آگاممنون و منلائوس را خواهد کشت، اما مورد خشم الهه عقل و خرد آتنا قرار گرفت و توسط او به طور موقت دیوانه گشت و گوسفندان را که فکر می‌کرد نگهبانان یونانی هستند کشت. پس از مدتی آتنا او را به حالت عادی برگرداند، زمانی که به خود آمد، غرق به خون بود و از شرمساری خود را با شمشیری که از هکتور هدیه گرفته بود، کشت.
به او اغلب لقب آژاکس تلامونی یا آژاکس کبیر دادند که با پسر اویلئوس، آژاکس صغیر که او نیز در جنگ تروا برای یونانیان جنگیده اشتباه نشود.